# Heterofragilia hirsuta
Heterofragilia hirsuta är en havsspindelart som beskrevs av Nakamura, K. och C.A. Child. 1991. Heterofragilia hirsuta ingår i släktet Heterofragilia och familjen Ammotheidae. Inga underarter finns listade i Catalogue of Life.